# 国語 (教科)
国語（こくご）は、日本の学校教育における教科の一つ。
本項目では、主として現在の学校教育における国語について取り扱う。関連する理論・実践・歴史などについては「国語教育」を参照。

## 概要
日本の学校教育において、日本語および言語表現の理解、言語による表現方法の獲得などを目的として行われる教科であり、初等教育（小学校の段階）から中等教育（中学校・高等学校の段階）に設けられている。戦前の中等教育で国漢科とされていたものがおおむねこれに該当する。
また、高等学校では日本で唯一専門的に国語を学ぶ学校として大阪市立南高等学校がある。

## 学習内容
学習内容は相当に多岐にわたっており、学習段階ごとに含まれる分野が異なっているが、どの段階においても、おおまかには次のような内容が取り扱われる。
| 言語に関する事柄 | 文字（表記）・発音・文法・語彙等の体系、言語そのものの特質などの指導。学習指導要領では「言語事項」と呼ばれる。                               |
| 言語活動の指導   | 読み方教育または読解指導、作文、話し言葉の指導。学習指導要領では「A.話すこと・聞くこと」「B.書くこと」「C.読むこと」として細分化されている。 |

国語の学習内容については、「漢字を覚えること」「語彙・ことわざ・慣用句などを覚えること」「文学鑑賞」「説明文の読解」が学習内容のすべて又はメインのように思われることも多い。
確かに、漢字や文章読解については、国語学習全体ひいては他教科目の学習にも大きな支障をきたすため、日本の国語学習の中で大きな比重を占めていることも事実である。
ただし、実際には、それらだけがすべてではなく、口頭表現や作文など表現力の育成も行われている。

### 初等教育（小学校など）
初等教育段階においては、日本語の読み書き、読解能力の育成、作文教育など、狭義の国語が主となっている（その内容も、口語文法による現代日本語に限定されている）。近年では俳句のような伝統的な内容が早期に導入される傾向が見られる。また、初等教育では書写も含まれている。

### 前期中等教育（中学校など）
中学校国語(Wikibooks)も参照。中等教育段階になると、初等教育の内容に加え、日本語による古典作品（文語文法に基づく）および漢文の読解などがさらに加わる。教育現場では前者を古文、後者を漢文と称し、両者を合わせて古典と呼んでいる。必然的に、これに対して口語文法による言語表現の読解は現代文と呼ばれることが多い。

### 後期中等教育（高等学校など）
高等学校国語(Wikibooks)も参照。2022年度から実施された高校の学習指導要領によって、次の科目が定められている。
| 必修 | 「現代の国語」(標準単位数2単位） | 「言語文化」(標準単位数2単位） |                                |                                |
| 選択 | 「論理国語」(標準単位数4単位）   | 「文学国語」(標準単位数4単位） | 「国語表現」(標準単位数4単位） | 「古典探究」(標準単位数4単位） |

## 入試などへの影響

### 大学受験での扱い
大学受験では、文系では英語・地理歴史とともに重要な教科である。一方、理系では国公立大学の場合は共通テストで課されるのみであり、二次試験でも課されるのは東京大学・京都大学・名古屋大学などの最難関大学にほぼ限られる。私立大学の場合は選択教科目にある場合もあるが、多くはない。

#### 国語総合（過去は、国語I・国語II）
国語は共通テストの受験教科でもある。「国語総合」は高等学校学習指導要領で定められていた国語の科目の一つである。2012年（平成24年）以降に入学した場合の学習指導要領では、すべての高等学校において必ず履修する必履修科目（必修科目）と位置付けられている。以前の「国語I」と比較すると「話すこと・聞くこと」および「書くこと」をより重視する内容である。
なお、1994年（平成6年）〜2002年（平成14年）に入学した場合の学習指導要領では「国語I」と「国語II」はともに高等学校学習指導要領で定められていた国語の科目の一つであり、このうち「国語I」についてはすべての高等学校において必ず履修する必履修科目（必修科目）と位置付けられていた。また、大学入試センター試験では「国語I」または「国語I・国語II」の2つの試験があり受験生が選択して受験していたが、国語という教科で同じような構成の試験を2つ行うことに批判の声もあった。なお、受験者は圧倒的に「国語I・国語II」が多かった（現在は「国語」に統合されている）。
学校によっては国語総合のうち、現代文を国語総合イ（国語総合A）、古典を国語総合ロ（国語総合B）などと分け、複数教員が担当することもある（名古屋市立の高等学校など）。

#### 問題作成の難しさ
1976年10月10日・11日、当時導入が検討されていた大学共通第1次学力試験の模擬試験が行われた。主催者の国立大学協会が試験の正答を公表しなかったため、各新聞社は高校教諭や予備校関係者に依頼して解答例を作成、翌日の新聞に掲載したが、国語の設問によっては各社の解答がバラバラになる珍現象が起きた。国公立大学二次試験や私立大学においては、物語的文章の読解を出題しない大学が相当数存在する。